# Corradino Gilino
Corradino Gilino (Ferrara, 1445 circa – post 1500) è stato un medico italiano.
Di famiglia della borghesia ferrarese (suo padre era un notaio), si è laureato nel 1468 all'ateneo di Ferrara, dove la sua presenza è registrata, con discontinuità, in qualità di lettore di medicina dal 1471 fino, almeno, al 1499.
La sua figura è ricordata, in particolare, nell'ambito della disputa di Ferrara tenutasi nell'aprile 1497, alla corte degli Este (di cui era medico), intorno all'identificazione del morbo gallico, ossia della sifilide. Per tale occasione, in effetti, aveva pubblicato un pamphlet dal titolo De morbo quem gallicum nuncupant.
Nel suo trattato riconduceva la malattia, che identificava con il fuoco sacro (ignis sacer), in contrapposizione alle diverse tesi nella medesima circostanza espresse dal Leoniceno (secondo il quale si sarebbe trattato di un evento epidemico nuovo) e dall'Aquilano (che vi vedeva la coincidenza con l'elefantiasi), ad una sfavorevole congiuntura astrale e quindi, in ultima istanza, ad una punizione divina.